# Добриво
Добри́во (Добри́вы) — деревня в Струго-Красненском районе Псковской области России. Входит в состав сельского поселения «Марьинская волость».

## География
Находится на северо-востоке региона, в центральной части района, в лесной местности на
безымянном ручье около урочища Пустошка и вершины 146 м. 
Уличная сеть не развита.

## История
Первое упоминание — 1498 год. В списках селений Щирского погоста Шелонской пятины упоминалась деревня Добрило (Добрила).
До прихода советской власти — имение.
В 1941—1944 гг. деревня находилась под фашистской оккупацией войсками Гитлеровской Германии.
Согласно Закону Псковской области от 28 февраля 2005 года деревня Добриво вошла в состав образованного муниципального образования «Марьинская волость».

## Население
| 2001 | 2002 | 2010 | 2011 |
| ---- | ---- | ---- | ---- |
| 9    | ↗14  | ↘7   | ↘5   |

## Инфраструктура
В 1930-41, 1944-54 годах действовал колхоз «III-й Интернационал». В 1954-58 годах в деревне бригада
Добриво колхоза «Красное знамя». С 1958 года — в деревне бригада Добриво совхоза «Авангард».
Дачи.

## Транспорт
Деревня доступна по просёлочным дорогам.